# Žvingiai
Žvingiai är en ort i Litauen. Den ligger i den västra delen av landet, 220 km väster om huvudstaden Vilnius. Žvingiai ligger 66 meter över havet och antalet invånare är 231.
Terrängen runt Žvingiai är platt. Runt Žvingiai är det ganska glesbefolkat, med 47 invånare per kvadratkilometer. Närmaste större samhälle är Šilalė, 14,0 km nordost om Žvingiai. Omgivningarna runt Žvingiai är en mosaik av jordbruksmark och naturlig växtlighet.